# أحمد عظيموف

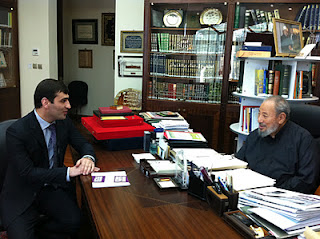
في زيارة للشيخ القرضاوي

أحمد عظيموف صخرة الله فتش ولد في 17 يونيو 1977 بمدينة محج قلعة. يشغل منصب رئيس فرع موسكو لمؤسسة المؤتمر الروسي لشعوب القوقاز، نائب رئيس مجلس القوميات التابع لحكومة موسكو، ومنسق مجلس الخبراء التابع لمجلس المفتين في روسيا، وهو واحد من المستشرقين في روسيا.

## السيرة الذاتية
ولد عام 1977 في محج قلعة بجمهورية داغستان. في عام 1995، التحق بكلية الدراسات الشرقية قسم التاريخ بجامعة داغستان الحكومية. نمذ عام 1998 واصل تعليمه في كلية الدراسات الشرقية، بجامعة ولاية سان بطرسبرغ. في عام 1999 حصل على درجة البكالوريوس، واصل تعليمه في جدران الجامعة نفسها وفي عام 2000 تخرج بمرتبة الشرف وحصل على درجة الماجستير في الدراسات الشرقية والأفريقية. من عام 2000 إلى 2003 بدأ في الدراسات العليا في نفس الجامعة قسم الدراسات الشرقية والإفريقية. في عام 2001 انتقل للعيش في مدينة موسكو. متزوج وله ثلاثة أطفال.

## الأنشطة المهنية
في عام 2000، انتخب رئيسا للمنظمة الاجتماعية «اتحاد شباب داغستان في سان بطرسبرغ». في عام 2002 انتخب رئيسا للمنظمة غير الحكومية في موسكو «المركز الثقافي والتعليمي ناسليديا (الميراث)». في عام 2003 انتخب نائبا أول لرئيس اتحاد الصحفيين المسلمين من روسيا. منذ عام 2003 إلى اليوم يشغل منصب مستشار لرئيس مجلس المفتين في روسيا الشيخ راوي عين الدين. من 2004 إلى 2007 شغل منصب المدير العام لشركة «جلوبال كابيتال». في عام 2005 حصل على دبلوم بكالوريوس بمرتبة الشرف، للتدريب المهني في «إدارة الإبداع والابتكار» من جامعة موسكو الحكومية. منذ عام 2007 يشغل منصب نائب رئيس اللجنة التنفيذية في مؤسسة«المؤتمر الروسي لشعوب القوقاز». من 2008 إلى 2009 كان أحد المقدمين ومسئول عن برنامج الراديو «كفكازسكايا فريميا (ساعة القوقاز) التابع لراديو»روسكايا سلوجبا نوفستي (خدمة الأنباء الروسية). منذ عام 2008. يشغل منصب رئيس فرع مؤسسة المؤتمر الروسي لشعوب القوقاز بموسكو. منذ 2008 إلى 2010 رئيس اللجنة التنفيذي لمؤسسة المؤتمر الروسي لشعوب القوقاز. منذ عام 2008 انتخب عضوا في المجلس الشعبي العام تحت إشراف وزارة الشؤون الداخلية في موسكو. منذ عام 2008 يشغل منصب نائب رئيس مجلس القوميات في حكومة موسكو. منذ عام 2010 يعمل نائبا لرئيس المجلس الشعبي العام تحت إشراف وزارة الشؤون الداخلية في موسكو. منذ عام 2011 انتخب منسقا لمجلس الخبراء التابع لمجلس المفتين في روسيا.
يشارك بانتظام في اجتماعات وزراء الشؤون الخارجية التي يرأسها وزير الخارجية الروسي سيرغي لافروف بممثلي قيادات المنظمات غير الحكومية الروسية العاملة مع وزارة الشؤون الخارجية عن القضايا الدولية. كان من المبادرين في إنشاء هيئة اجتماعية للردود السريعة، والذي تم الاعتراف بعمله الفعال مرارا وتكرارا من قبل حكومة المدينة وإدارة الشرطة في موسكو:
تولى دورا نشطا في تطوير وتعزيز مشروع اتحاد الجماعات الإثنية الطلابية.

## مواقف وآراء
في مقابلة عن "قوة ودور الإسلام في روسيا لم يكتشف حتى النهاية" أعرب أحمد عظيموف عن رأيه حول المشاكل في القوقازفقال: "إن المشكلة الرئيسية في القوقاز كما أعتقد تكمن في تدهور وعي معظم القوقازيين. لقد قمنا بتغيير جذري لنظام القيم التي عرفنا بها. فقد أصبح السيئ جيدا والعكس صحيح. لقد تعلم الكثيرون التذلل وقمع الحقيقة. لقد أصبحنا فخورون بما كان يخجل منه أجدادنا، من ذلك احترام القوي الغير الشريف وأصبحنا نحتقر الضعيف وإن كان من الخيرين والصالحين. أصبحنا لا نطيق الشخص الذي ليست له لحية كما نتصورها أو لا يرفع يديه في الصلاة كما نتصور. في المقابل أصبحنا متسامحين مع بيوت الدعارة والفجور والربا والغش. وللأسف فإن على هذا يتربى الشباب اليوم. لهذا السبب فإن الخطوة الأولى والأهم في حل المشاكل هو ما علمنا الله إياه في قوله: "إن الله لا يغير ما بقوم حتى يغيروا ما بأنفسهم".
أشار احمد عظيموف نائب رئيس لجنة شؤون القوميات في بلدية موسكو الذي استضافه برنامج«حديث اليوم» إلى وجود أسباب كثيرة ومختلفة ومتداخلة وراء احداث الشغب التي جرت في شوارع وميادين موسكو في الأيام الأخيرة.وحسب قوله فأن هذه الأحداث تدل على وجود مستوى معين من نزعة كره الغرباء في المجتمع. لكن هذه الأسباب ليست وليدة اليوم، فأنها تراكمت على مدى سنوات وغرست بواسطة بعض وسائل الاعلام والايدي الخفية وحروب الشيشان والتفجيرات في روسيا. انها حولت غضب الشعب باتجاه أبناء القوقاز والمسلمين. وما يحدث الآن هو انفجار للمرض الكامن في المجتمع الذي كان ينمو وينمو باستمرار..
«روسيسكايا غازيتا» رقم 5457 (81) بتاريخ 15/04/2011، تحت عنوان «لا وجود لكلمة واحدة عن الكراهية». قال عظيموف حول الإرهاب في منطقة القوقاز، حيث قال: «إن الإرهاب يضرب في المقام الأول المسلمين أنفسهم، وعلى وجه الخصوص سكان شمال القوقاز. والأفكار التي يروج لها من يسمون بالإسلام الراديكالي، لا تساهم في تحقيق الرفاه للمسلمين أنفسهم، على العكس من ذلك، إنها تهدف إلى تدمير شعوب القوقاز المسلمة. إنهم شباب أقوياء، ويمثلون أفضل أبناء جيلهم يذهبون لتدمير أنفسهم وتدمير الآخرين. هذه هي مأساة كبيرة! هؤلاء الشباب يذهبون إلى الغابة لينضموا إلى المسلحين، ليس لأنهم لا يملكون شيئا يأكلونه، بل إنهم يرفضون عمدا الاندماج في الحياة الطبيعية ويرفضون الراحة. إنهم يتركون أهلهم ويتركون شركاتهم التي تعمل بطريقة جيدة. إنهم في طريقهم للموت من أجل فكرة، ويقومون بخطأ فادح. نعم الإسلام يركز فعلا على أهمية العدالة الاجتماعية. ولكن أين الحكماء بينهم الذين يعرفون أساسيات الدين، أين الشخص الذي يختار الأسلوب الأكثر كفاءة في الحوار والإقناع. إن الشخص الذي لا يملك الخبرة الكافية يصبح بسهولة ضحية الناس الذين سوف يستفيدون من غضبه ومن عدوان على الواقع».

## وصلات خارجية
- ااضطرابات موسكو 15 - 17 أكتوبر 2011 على يوتيوب
- أحمد عظيموف في منتدى الشباب المسلم لعام 2012 على يوتيوب
- أحمد عظيموف نائب رئيس مجلس إدارة سلام وورلد في مقابلة مع TRT التركية على يوتيوب
- حوار أحمد عظيموف مع الشيخ يوسف القرضاوي
- إطلاق ويكيبيديا إسلامية على الانترنت[وصلة مكسورة]
- شبكة تواصل اجتماعية من إسطنبول
- «سلام وورلد».. موقع تواصل إسلامي على غرار «فيس بوك»

احمد عظيموف نائب رئيس لجنة شؤون القوميات على يوتيوب
- طرد ابن زعيم حرب شيشانى إلى روسيا
- رجال أعمال يخططون لإنشاء فيسبوك إسلامي